# Biomatematyka

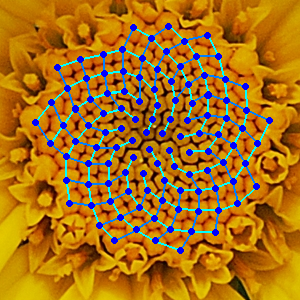
Żółta główka rumianku pokazująca liczby Fibonacciego w spiralach składających się z 21 (niebieski) i 13 (turkusowy). Takie układy zostały zauważone już w średniowieczu i mogą być wykorzystywane do tworzenia modeli matematycznych wielu roślin.

Biomatematyka, biologia matematyczna – nauka interdyscyplinarna z pogranicza biologii i matematyki, wchodząca w zakres matematyki stosowanej, zajmująca się rozwojem metod matematycznych na potrzeby biologii i nauk pokrewnych (np. bioinformatyka, informatyka medyczna, biofizyka, biochemia, biotechnologia, inżynieria środowiska.
Obejmuje problemy modelowania matematycznego i inne metody matematyczne, stosowane m.in. w ekologii (np. dynamika liczebności populacji) lub ochronie środowiska (np. modelowaniu klimatu), fizjologii człowieka, epidemiologii, immunologii, onkologii, psychologii, socjologii, chemii i biochemii, medycynie i weterynarii, leśnictwie).

## Czasopisma
- Acta Biotheoretica [1935]
- Bulletin of Mathematical Biology [1939]
- Journal of Theoretical Biology [1961]
- BioSystems [1967]
- Mathematical Biosciences [1967]
- Theoretical Population Biology [1970]
- Journal of Mathematical Biology [1974]
- Artificial Life [1993]
- Theory in Biosciences [2000]
- Biological Theory [2005]
- Theoretical Ecology [2008]
- Philosophy, Theory, and Practice in Biology [2009]